# Əli Kərimli
Əli Kərimli (in azero Əli Kərimli; nato Ali Amirhuseyn oglu Karimov) (Distretto di Saatlı, 28 aprile 1965) è un politico azero, leader della fazione riformista del Partito del Fronte Popolare dell'Azerbaigian (APFP).

## Biografia
Kərimli è nato nel distretto di Saatlı nel sud-est dell'Azerbaigian. Dopo il servizio militare nell'Armata Rossa nel 1985, ha studiato legge all'Università Statale di Baku. Durante gli studi ha fondato e guidato il movimento Yurd (Patria) che sosteneva le riforme democratiche. Nel novembre 1988 Yurd, sostenuto da intellettuali, ha organizzato incontri per studenti a Baku per protestare contro il regime comunista. Unità speciali dei servizi di sicurezza sono state usate per reprimere le manifestazioni. Come altri nazionalisti azeri, Karimov cambiò il suo nome cancellando la -ov finale russa e divenne Əli Kərimli.
Nel luglio 1989 Kərimli ha portato Yurd nel nuovo movimento del Fronte Popolare dell'Azerbaigian (PFA). Ha guidato una sezione del partito nella sua università e ha partecipato alla creazione dello statuto del movimento.
Nel 1991, dopo aver ricevuto il diploma, ha iniziato a lavorare come docente presso il Dipartimento di Legge dell'Università Statale di Baku. Allo stesso tempo, Kərimli ha lavorato come corrispondente con il giornale indipendente Azadlıq (Libertà).
Nel gennaio del 1992 è stato eletto vice presidente del Consiglio Supremo del PFA. Nel mese di aprile 1993, il capo del PFA e primo Presidente dell'Azerbaigian indipendente Abülfaz Elçibay ha nominato Kərimli come Segretario di Stato.
Dopo il colpo di stato che durante l'estate del 1993, ha portato Heydər Əliyev al potere, Kərimli ha presentato le sue dimissioni. Nel 1995, il PFA è stata ribattezzato come Partito del Fronte Popolare dell'Azerbaigian (APFP), con Elçibay come suo presidente. Dal 1995 al 2000 Kərimli è stato primo assistente di Elçibay. Nelle elezioni parlamentari del 1995 e nel 2000 Kərimli è stato eletto come membro del parlamento. Nel 2000, dopo la morte di Elçibay, il APFP si spaccò tra "conservatori" e le ali "riformista". Kərimli divenne il capo dei riformisti, in gran parte ex attivisti dello Yurd.
Dal 2003, Kərimli ha invocato la creazione di un blocco unito dei partiti di opposizione. Nella primavera del 2005, su iniziativa di Kərimli, è stato creato il blocco Azadlıq di tre partiti, che comprende i riformisti del APFP, il Partito Uguaglianza (Musavat) e il Partito Democratico dell'Azerbaigian.
Il regime azero, per attentare ai diritti politici di Kərimli, gli ha confiscato il passaporto internazionale, rendendo Əli Kərimli uno dei pochi leader dell'opposizione del mondo senza un passaporto internazionale valido.
Kərimli è stato attivo nell'organizzazione delle proteste che hanno scosso Baku dal marzo 2011, parte di un'ondata di agitazioni regionali. È stato interrogato per otto ore dal procuratore generale Zakir Qaralov il 16 aprile in connessione con le proteste.